# 8279 Cuzco
8279 Cuzco è un asteroide della fascia principale. Scoperto nel 1991, presenta un'orbita caratterizzata da un semiasse maggiore pari a 2,8298932 UA e da un'eccentricità di 0,0352619, inclinata di 2,81097° rispetto all'eclittica.